# Olmue
Olmue är en kommun i Chile.   Den ligger i provinsen Provincia de Marga Marga och regionen Región de Valparaíso, i den södra delen av landet, 60 km nordväst om huvudstaden Santiago de Chile.
I omgivningarna runt Olmue växer huvudsakligen savannskog. Runt Olmue är det ganska tätbefolkat, med 86 invånare per kvadratkilometer.